# 조영규 (1913년)
조영규(曺泳珪, 1913년 10월 7일~1986년 6월 21일)는 대한민국의 의사 출신 국회의원으로, 제1·3·4·5대 국회의원을 지냈다. 전라남도 영광군 출신이며, 본관은 창녕이다. 
이후 신민당중앙상무위원회 부의장을 역임하였다. 1970년에는 신민당 지도위원을 거쳐 내외문제연구소 이사장을 지냈다.

## 약력
- 1948년 5월 10일 대한민국 제헌국회 총선: 제헌 국회의원(전남 영광) 당선
- 제3·4·5대 민의원의원을 역임하였다.
- 경성 제일공립고등보통학교 졸업
- 베이징 중국대학 경제과 2년 수료
- 전남광주도립의원 외과 근무
- 조선총독부 의사시험 합격
- 영광에서 의원 개업
- 미군정청 의사시험 합격
- 한국민주당 영광군 지부장
- 대한독립촉성국민회 영광군지부 조직부장
- 대한민국민족대표자대회 영광군의원
- 1978년경 언론의 조사에 의하면, 고향인 영광에서 조의원(曺醫院)을 하고 있었다.[2]

## 가족 관계
- 아들: 조기상(1937년~2021년) 제11·12대 국회의원

## 역대 선거 결과
|  | 0% |

|  | 12.80% |

|  | 54.62% |

|  | 32.07% |

|  | 46.72% |

|  | 9.30% |

|  | 29.40% |